# Cronología (álbum de Crucis)
Cronología es un álbum recopilatorio de la banda de rock progresivo Crucis lanzado en el año 2000 por el sello BMG Argentina (ECD1044). 
Este disco contiene todas las canciones editadas por la banda, incluyendo sus dos álbumes "Crucis" y "Los delirios del Mariscal".

## Lista de temas
1. «Todo tiempo posible»
2. «Mes»
3. «Corto amanecer»
4. «La triste visión del entierro propio»
5. «Irónico ser»
6. «Determinados espejos»
7. «Recluso artista»
8. «No me separen de mí»
9. «Los delirios del Mariscal»
10. «Pollo frito»
11. «Abismo terrenal»

## Músicos
- Aníbal Kerpel: teclados
- Gustavo Montesano: bajo y voz
- Pino Marrone: guitarra
- Gonzalo Farrugia: batería

- Datos: Q5792105